# Роблес, Антонио
Анто́нио Хоаки́н Ро́блес Соле́р (исп. Antonio Joaquín Robles Soler; 18 августа 1895, Робледо-де-Чавела — 23 января 1983, Сан-Лоренсо-де-Эль-Эскориаль) — испанский и мексиканский писатель, публицист, журналист и литературовед, а также художник-иллюстратор. Публиковался в основном под псевдонимом Антониорро́блес (исп. Antoniorrobles).
Автор романов, рассказов и очерков реалистического, юмористического и сатирического характера, однако прежде всего известен благодаря многочисленным детским рассказам и сказкам. Считается основателем современной испанской детской литературы. Для многих произведений — как взрослых, так и детских — характерны элементы сюрреализма.
Был заметной фигурой испанского литературного авангарда периодов поздней реставрации и Второй Республики. Придерживался левых убеждений, что нашло отражение во многих произведениях, в том числе в детских. Был активным членом Республиканской левой партии, в ходе президентских выборов 1936 года делегировался в состав выборной коллегии от провинции Мадрид. В годы гражданской войны последовательно выступал в поддержку правительства Народного фронта.
После поражения республиканцев и установления в Испании франкистского режима эмигрировал в Мексику и принял гражданство этой страны. Живя в Мехико, продолжал активную литературную, публицистическую и журналистскую деятельность, а также преподавал литературу в высшей школе и сотрудничал с местным Министерством народного просвещения. В 1972 году вернулся в Испанию, где также продолжил творческую работу.
Ещё при жизни писателя мексиканской секцией Международного совета по детской и юношеской литературе была учреждена премия его имени, которая ежегодно присуждается за лучшее произведение детской литературы, написанное в Латинской Америке.

## Биография

### Молодые годы

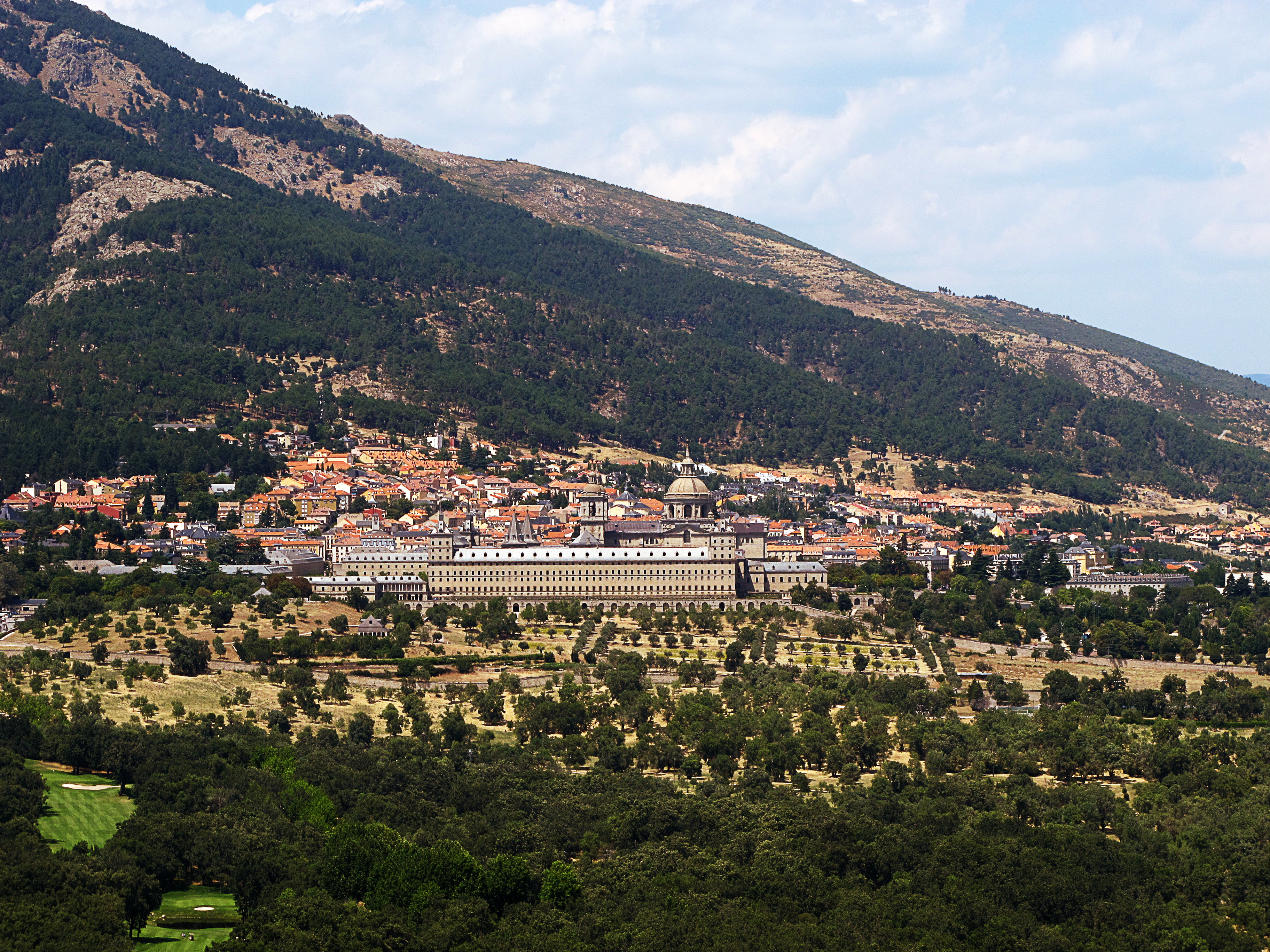
Сан-Лоренсо-де-Эль-Эскориаль — «малая родина» Антонио Роблеса

Родился 18 августа 1895 года в семье врача Феликса Роблеса Бермехо (исп. Félix Robles Bermejo) и его супруги Аделаиды Солер Сото (исп. Adelaida Soler Soto) в Робледо-де-Чавела — небольшом городе в провинции Мадрид, расположенном в 50 км к западу от испанской столицы. В соответствии с испанской традицией, новорождённый получил двойную фамилию по родителям — Роблес Солер.
Когда мальчику еще не исполнилось года, его отец получил врачебную практику в городе Сан-Лоренсо-де-Эль-Эскориаль, расположенном немного севернее в той же провинции, куда и переехал вместе с семьёй. Именно этот город, известный своими архитектурными достопримечательностями эпохи Ренессанса, главной из которых является монастырско-дворцовый комплекс Эскориал, стал для писателя «малой родиной», и его он до конца своих дней считал «самым красивым городом в мире».
Отец Роблеса пользовался известностью и высоким авторитетом среди горожан. В 1914 году он был избран мэром Сан-Лоренсо-де-Эль-Эскориаля и занимал этот пост до 1920 года. Сам Роблес ещё в студенческие годы, учась на горного инженера, проявлял интерес к литературной деятельности и способности к сочинительству. Он регулярно посещал собрания местной творческой интеллигенции, инициатором многих из которых выступал мадридский издатель, литературовед и педагог Сатурнино Кальеха, часто посещавший в это время Сан-Лоренсо-де-Эль-Эскориаль. Первым обнародованным произведением Роблеса был опус «Сентиментальная интермедия» (исп. Intermedio sentimental), который он самолично зачитал 14 марта 1918 года на благотворительном вечере, посвящённом юбилею городского театра Сан-Лоренсо-де-Эль-Эскориаля. Проработав совсем недолго по специальности после окончания университета, он в 1919 году отказался от карьеры инженера, предпочтя ей профессию журналиста. Первым местом работы Роблеса на этом поприще стала мадридская газета «La Tribuna», выступавшая с позиций мауризма — право-консервативного политического течения, сформированного последователями Антонио Маура, одного из крупнейших государственных деятелей Испании конца XIX — начала XX века.

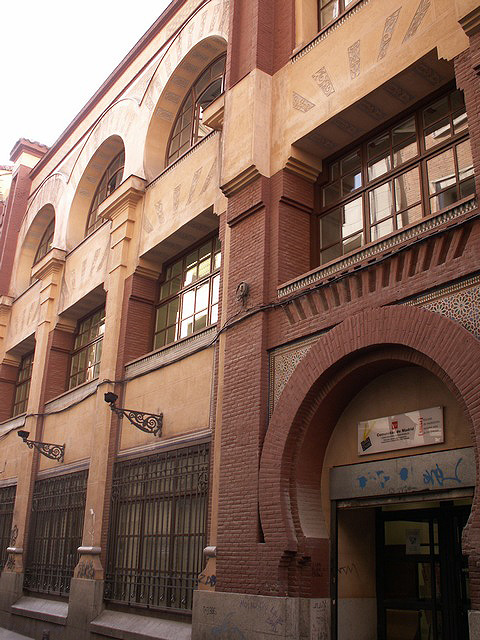
Здание, в котором в 1912-22 годах находилась редакция газеты «La Tribuna» — первое место работы Роблеса

С декабря 1920 года по апрель 1921 года Роблес путешествовал по Италии. Серия из пятнадцати его путевых заметок под названием «Цветные открытки» (исп. Postales en color) была опубликована в «La Tribuna». На следующий год он отправился в Марокко навестить заболевшего младшего брата Хосе, который служил в одной из испанских военных частей, дислоцированных в северных районах этой страны, находившихся в тот период под испанским протекторатом. Марокканская поездка, оказавшаяся достаточно длительной и совпавшая с началом Рифской войны, дала материал для серии очерков, которые были опубликованы под названием «Дым кифа» (исп. Humo de kif) в газете «La Correspondencia de España», которая, как и закрывшаяся к тому времени «La Tribuna», относилась к консервативному сектору столичной прессы. В том же году увидело свет первое беллетристическое произведение Роблеса — роман «Коготь человека» (исп. La garra de lo humano), который был опубликован в мадридском литературном альманахе «Женский роман» (исп. La Novela de la Mujer).
В 1923 году Роблес начал сотрудничество с мадридским еженедельным журналом «Buen Humor». В этом юмористическом издании — незадолго до того открывшемся, но уже весьма популярном — регулярно публиковались многие испанские литераторы, журналисты и критики, успевшие к тому времени снискать широкую известность, в том числе Рамон Гомес де ла Серна, Рамон Перес де Айала, Асорин, Федерико Гарсиа Лорка, Энрике Хардиэль Понсела и Хосе Франкос Родригес. Роблес быстро сошёлся с коллегами по журналу и освоился в кругах мадридской творческой интеллигенции, стал активным и достаточно заметным участником столичной авангардистской «тусовки», центром которой в то время служило культовое кафе «Помбо».
В том же 1923 году вышло его второе крупное литературное произведение — «Три (народный роман)» (исп. Tres (novela del pueblo)). С того времени подзаголовки в скобках, поясняющие характер произведения, неоднократно использовались в названиях его романов.

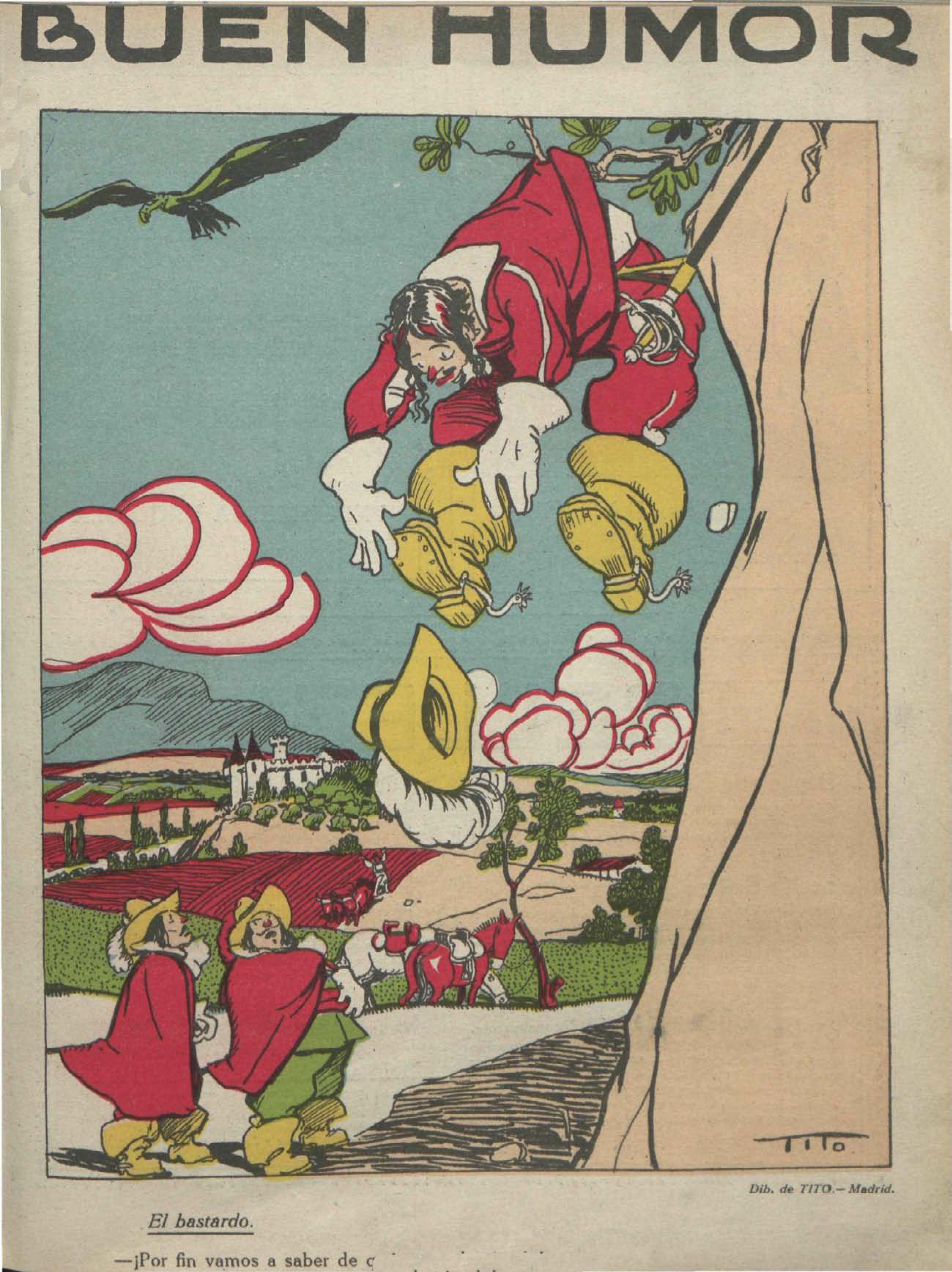
Обложка одного из номеров журнала «Buen Humor», первая половина 1920-х годов

Наиболее значимым литературным авторитетом для Роблеса в этот период стал Гомес де ла Серна. Этот писатель, эссеист и драматург благосклонно относился к творчеству молодого собрата по цеху и, в частности, стал автором предисловия к его очередному роману «Архипелаг кукольного дома (роман в цветах)» (исп. El archipiélago de la muñequería (Novela en colores)), вышедшему в 1924 году.
В 1925 году Роблес по совету и по примеру нескольких коллег пробует силы в детской литературе. В только что открывшемся мадридском журнале «Pinocho» он издаёт серию рассказов под общим названием «Восемь сказок о девочках и куклах» (исп. Ocho cuentos de niñas y muñecas). Позитивные отклики, вызванные этой публикацией, через некоторое время подвигли его на продолжение творчества для юной аудитории: детские рассказы и сказки Роблеса стали выходить в журнале «Macaco», издававшемся его другом — юмористом, карикатуристом и критиком Рикардо Гарсия Лопесом. Параллельно Роблес активно продолжал издавать «взрослые» юмористические и сатирические заметки в другом журнале Гарсиа Лопеса — «Gutiérrez». Именно в этот период им был придуман псевдоним «Донантониорроблес» (исп. Donantoniorrobles), образованный слитным написанием традиционного испанского обращения к мужчине, первого имени и первой составляющей фамилии автора с удвоением буквы «р». Вскоре псевдоним был сокращён до «Антониорроблес» (исп. Antoniorrobles) и в таком виде стал основным писательским «самоназванием» Роблеса — в последующем именно под этим псевдонимом было издано абсолютное большинство его литературных произведений, включая все детские. Роблесу казалось, что детям легче, естественнее произносить его имя и фамилию в одно длинное слово, «похожее на игрушечный поезд».
Во второй половине 1920-х годов увидели свет ещё два романа Роблеса, снабжённые, как и предыдущий, подзаголовками — «Мертвец, его адюльтер и ирония (роман неопределённости)» (исп. El muerto, su adulterio y la ironía (novela de la incertidumbre)) и «Невеста, поделённая на двоих (юмористический роман)» (исп. Novia, partido por dos (novela del humor)). В различных журналах продолжали выходить его очерки и статьи.
В этот период Роблес сблизился с группой писателей, художников и музыкантов, сформировавших «Поколение 27 года», однако непосредственно не примкнул к ней. В этой связи некоторые исследователи причисляют его к условному «Другому поколению 27 года» — кругу испанских творческих деятелей, оставшихся за пределами указанной группы, однако также активно работавших в это время.
6 июня 1929 года Антонио Роблес женился на Анхелинес Гонсалес Паленсии (исп. Angelines González  Palencia), которая была историком-архивистом. В соответствии с испанской традицией, его супруга сохранила в браке девичью фамилию. Если все годы до свадьбы Роблес продолжал жить в своём родном городке Сан-Лоренсо-де-Эль-Эскориале, регулярно наезжая в Мадрид, то став семейным человеком, он обосновался в столице. Браку Антонио и Анхелинес, который продлился более полувека, было суждено остаться бездетным.
В 1930 году вышла в свет его первая детская книга — «26 детских рассказов в алфавитном порядке» (исп. 26 cuentos infantiles en orden alfabético). В том же году Роблес начал издавать собственный детский юмористический иллюстрированный журнал «Собака, крыса и кошка» (исп. El perro, el raton y el gato). К работе в нём он привлёк достаточно известных к тому времени литераторов, в числе которых были Хосе Лопес Рубио, Мануэль Абрил, Элена Фортун, а также одного из ведущих мадридских художников-иллюстраторов Рамона Гайя. Значительную часть публикаций составляли рассказы самого Роблеса, некоторые из которых выходили с авторскими иллюстрациями. Журнал издавался еженедельно и просуществовал меньше года — не удалось выпустить и сорока его номеров.
Также в 1930 году Роблес начал регулярно выступать на мадридском радио. Его сотрудничество с агентством «Unión Radio» продолжалось до вынужденной эмиграции.

### В период Второй Республики

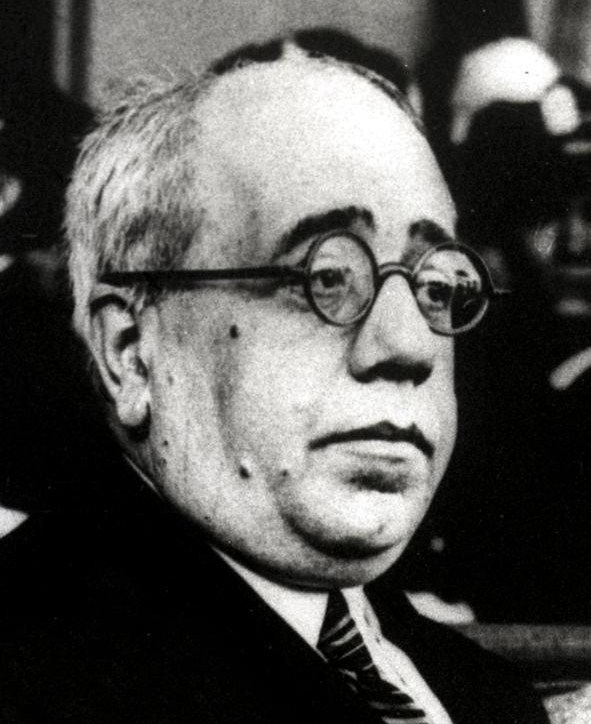
Мануэль Асанья Диас — президент Испании в 1936—39 годах, личный друг и партийный руководитель Роблеса

За десятилетие публицистической и литературной деятельности в Мадриде у Роблеса сформировалась вполне чёткая левая идеологическая позиция. Он горячо приветствовал провозглашение Второй Республики в апреле 1931 года и активно участвовал в общественно-политических процессах, связанных с её становлением. С Мануэлем Асаньей, одним из лидеров республиканцев, занявшим в октябре 1931 года пост премьер-министра Испании, его связывала не только идейная близость, но и добрые дружеские отношения, а также уважение как к старшему и более заслуженному собрату по писательскому цеху. Это, в частности, привело его к разрыву с журналом «Gutiérrez», с которым он плодотворно сотрудничал в течение нескольких лет: несмотря на дружбу с его главным редактором Рикардо Гарсиа Лопесом, Роблес покинул это издание в знак протеста против опубликования им статей, в сатирическом ключе освещавших деятельность Асаньи.
Годы Второй Республики стали для Роблеса периодом активного творчества как для детской, так и для взрослой аудитории. В 1932 году весьма значительный — хотя и далеко не однозначный — резонанс имел сборник его юмористических новелл «Гордый маленький тореадор» (исп. Torerito soberbio), в котором в качестве предисловия Роблес разместил автобиографию, изложенную в комическом ключе. В том же году на Национальном конкурсе детской литературы были представлены его ещё не изданные «Братья-куклы» (исп. Hermanos monigotes) с предисловием Рамона Переса де Айалы. Это произведение, увидевшее свет лишь три года спустя, принесло Роблесу гран-при конкурса в размере пяти тысяч песет. Примечательно, что для формирования его денежного вознаграждения жюри пришлось урезать премии других лауреатов конкурса.
Роблес регулярно принимал участие в различных общественных и благотворительных мероприятиях, проводившихся властями Второй Республики. Так, в январе 1933 года на праздничном шествии, организованном мадридской мэрией по случаю Дня Богоявления, он вместе Рамоном Гомесом де ла Серной и Сальвадором Берталоцци, писателем и художником-карикатуристом, одевшись в костюмы трёх царей-волхвов (Роблес изображал Валтасара), раздавал книги и игрушки городским детям.

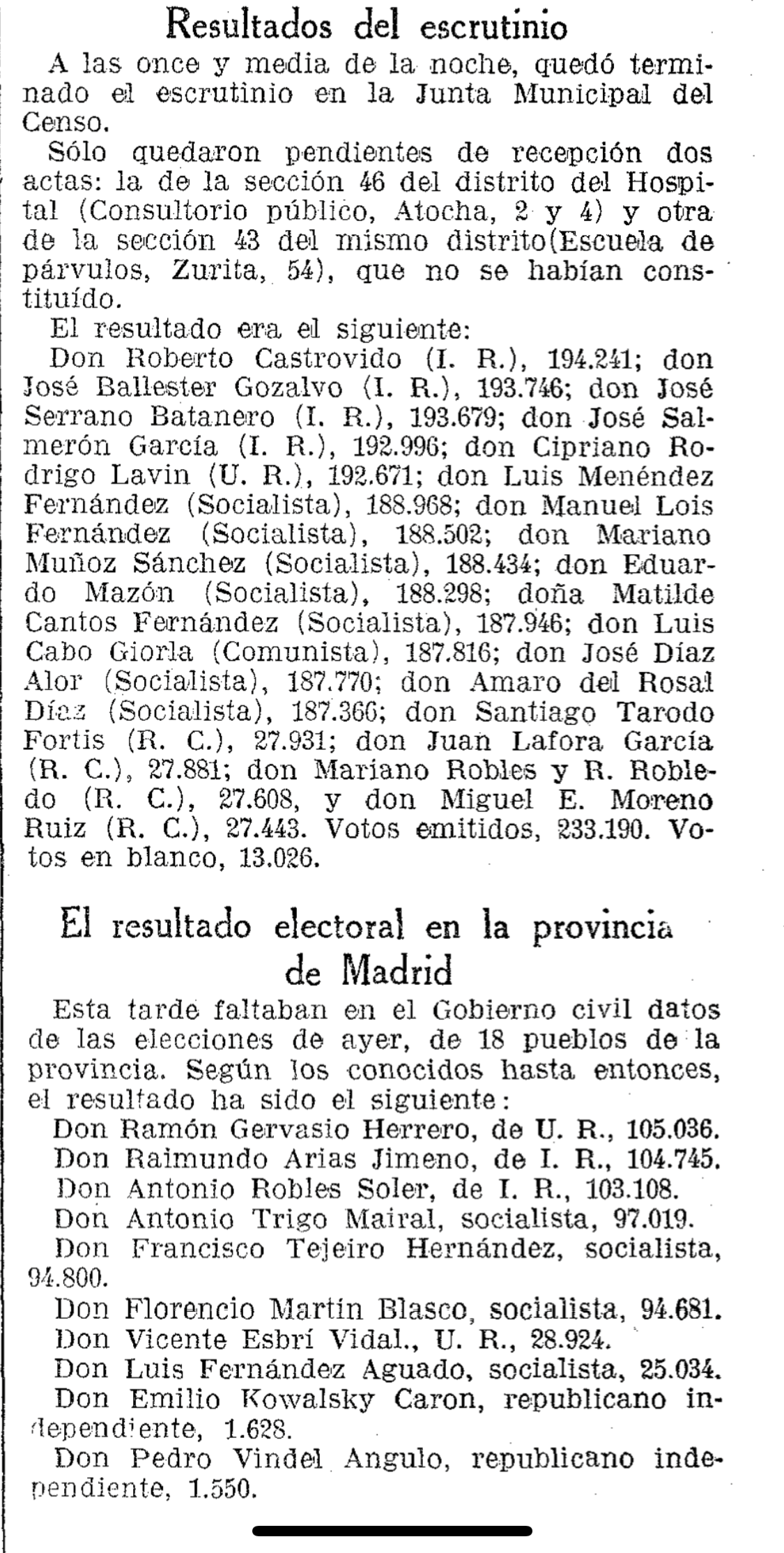
Заметка в газете La Vanguardia, сообщающая о результатах выборов делегатов в состав избирательной коллегии. Фамилия Роблеса третья в списке

Осенью 1933 года чета Роблесов в компании нескольких друзей, также придерживавшихся левых взглядов, отправилась в трёхнедельную туристическую поездку в Советский Союз. Через Францию, Германию и Польшу они прибыли в Ленинград, откуда затем перебрались в Москву. В Москве 7 ноября испанцы посетили военный парад, приуроченный к 16-й годовщине Октябрьской революции, который оставил у Роблеса весьма глубокие впечатления.
Роблес вступил в ряды созданной Мануэлем Асаньей в 1934 году Республиканской левой партии и принял деятельное участие в партийной работе. В ходе президентских выборов, состоявшихся в апреле-мае 1936 года, которые имели непрямой характер, он был избран делегатом-выборщиком от провинции Мадрид, получив голоса более 103 тысяч избирателей. В составе выборной коллегии, состоявшей из 473 депутатов Конгресса депутатов и такого же числа делегатов-выборщиков, он 7 мая 1936 года проголосовал в пользу своего партийного лидера и друга Мануэля Асаньи, который и был избран на пост главы государства тремя днями позже.
Политическая деятельность не снизила творческой активности Роблеса: из под его пера регулярно выходили новые литературные произведения, главным образом детские. В частности, в 1935-36 годах он начал два цикла рассказов и сказок, объединённых «сквозными» персонажами: в одном фигурировали смелый и находчивый мадридский школьник-антифашист Сидрин и злобный богач с диктаторскими замашками Дон Нубаррон, а в другом — мальчик Ромпетаконес и его сестра Асулита, живущие в некоей сказочной стране, весьма напоминавшей современную Роблесу Испанию. В эти же годы писатель выпустил творческие, в значительной степени пародийные адаптации классических авторских и народных сказок — таких, как «Красная шапочка», «Золушка», «Кот в сапогах», «Гадкий утёнок», «Бременские музыканты», «Али-Баба и сорок разбойников», в которых наложил сказочные фабулы на реалии современной ему Испании. В том же ключе им были переработаны сюжеты нескольких диснеевских мультфильмов.
С началом в июле 1936 года в Испании гражданской войны политическая позиция Роблеса стала ещё более активной. Сотрудничая со Службой пропаганды Второй Республики, он выпускал антифранкистские памфлеты и воззвания, выступал с радиообращениями. После начала ожесточённых боёв за Мадрид осенью 1937 года и переезда республиканского правительства в Валенсию, несколько работ Роблеса было издано там. Франкисты отвечали писателю взаимностью: на территориях, переходивших под их контроль, его произведения попадали под цензурный запрет либо же издавались со значительными купюрами.
Роблес оставался в Испании до последних дней гражданской войны. Лишь после окончательного поражения Республики он вместе с женой и группой товарищей перебрался во Францию. Из Бордо чета Роблесов, как и многие другие представители республиканского истеблишмента, отправились в изгнание в Мексику, куда прибыли 22 апреля 1939 года.

### Мексиканский период

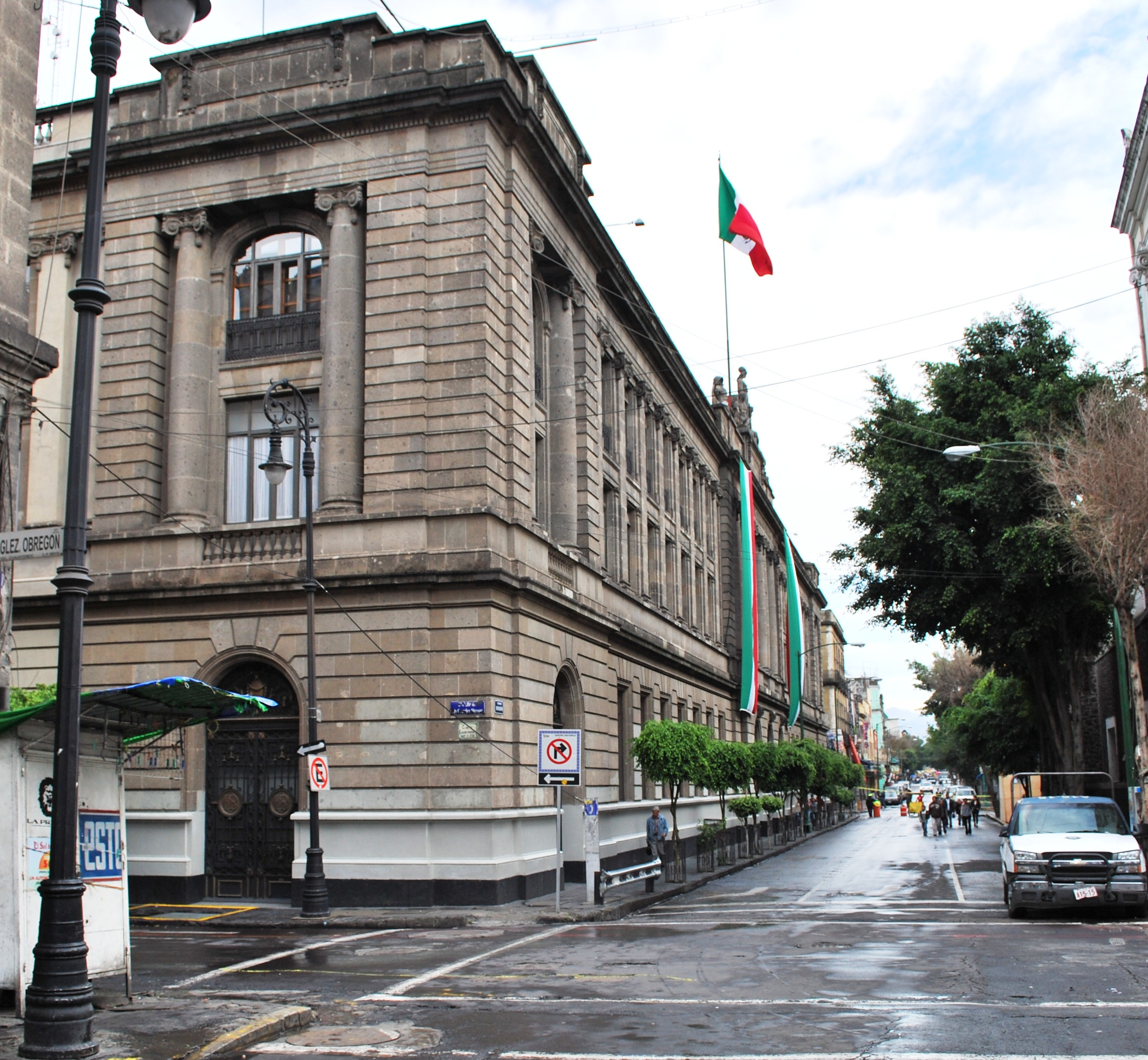
Министерство народного просвещения Мексики, на которое Роблес работал в годы эмиграции

Оказавшись в эмиграции, Роблес с супругой поселились в Мехико и через некоторое время получили мексиканское гражданство. Антонио стал заметной фигурой в кругах достаточно многочисленной испанской иммигрантской общины. Он был в числе учредителей мексиканской ассоциации мадридцев под названием «Четыре кошки» (исп. Los cuatro gatos), которая издавала одноимённый журнал и проводила различные культурные и общественные мероприятия, регулярно выступал перед земляками. Позднее, уже в 1949 году, Роблес сыграл важную роль в создании в Мехико испанского культурного центра «Атенео эспаньол» и принимал активное участие в его деятельности.
При этом творческие способности Роблеса оказались весьма востребованными в стране, которая более чем на три десятилетия стала его новой родиной. В 1940 году он получил под начало кафедру литературы в Национальном педагогическом колледже (исп. Escuela Nasional de Maestros) и принял предложение внештатной работы от Министерства народного просвещения Мексики. Роблес готовил методические разработки по преподаванию детской литературы в вузах и школах, выступал на профильных программах мексиканского радио. Он систематически участвовал в конференциях и симпозиумах соответствующей тематики — не только в различных городах Мексики, но и в других странах: известно, в частности, о его участии в подобных мероприятиях в Нью-Йорке, на Кубе и в Пуэрто-Рико. Свои выступления и лекции Роблес обобщил в двух сборниках, изданных в 1942 году — «Съел ли волк Красную шапочку?» (исп. ¿Se comió el lobo a Caperucita?) и «Детская литература» (исп. De literatura infantil). Эти сборники — особенно первый из них, презентация которого прошла под руководством крупнейшего мексиканского писателя, деятеля культуры и дипломата Альфонсо Рейеса — получили большую известность в кругах литературоведов и педагогов Мексики. По заказу Министерства народного просвещения Роблес сочинял рассказы для учебников и сборников для внеклассного чтения, а также занимался адаптацией произведений зарубежной литературы для учащихся — в соответствующем ключе им были переработаны, в частности, некоторые работы Редьярда Киплинга, а также сказки «Тысячи и одной ночи».
Чего-то добиться в детской литературе может только тот, кто является поэтом и хорошим человеком уровня Антониороблеса Оригинальный текст (исп.)La literatura infantil ... sólo puede lograrla quien sea poeta y hombre bueno en el grado de AntoniorroblesИз выступления Альфонсо Рейеса на презентации сборника лекций Антонио Роблеса
В полной мере продолжалась и литературная деятельность. В 1944 году в Мехико вышел роман Роблеса «Кентавр Флорес, беженец» (исп. El refugiado Centauro Flores), в котором он осмысливал явление эмиграции и которую сам называл «сказкой для взрослых». В том же году Роблес вернулся к сказкам о Ромпетаконесе, и в последующие годы они стали одним из основных направлений его творчества: всего за время пребывания писателя в Мексике вышло двадцать сборников этого цикла, некоторые из которых содержали его собственноручные иллюстрации. В 1953 и 1954 годах, соответственно, из под пера Роблеса вышли художественные биографии двух крупнейших испанских композиторов — Исаака Альбениса и Энрике Гранадоса. В 1960 году большой резонанс произвела его антивоенная сказка «Ведьма донья Мир» (исп. La bruja Doña Paz): это произведение получило высокие оценки со стороны ряда международных гуманитарных организаций.

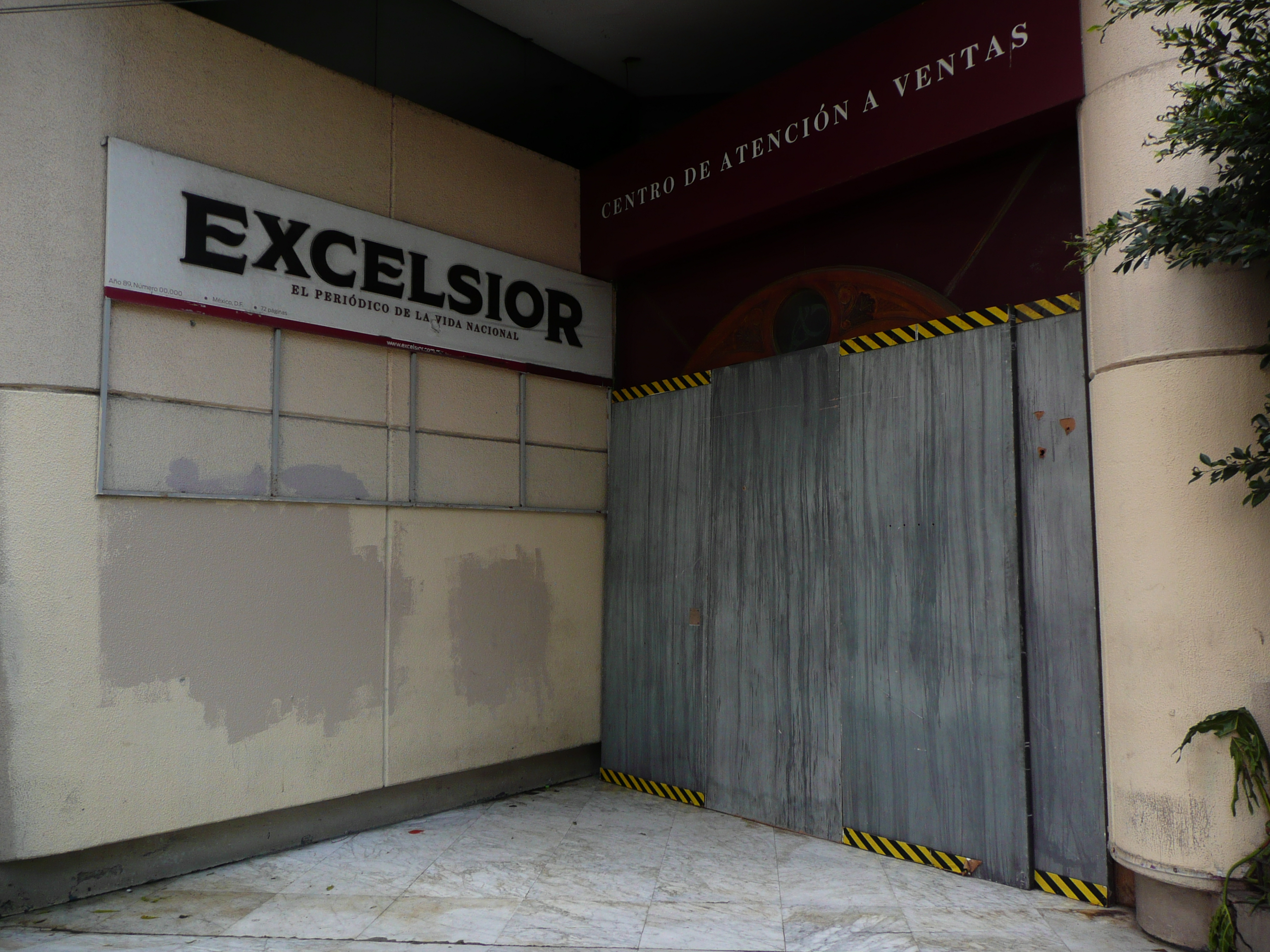
Редакция газеты «Excélsior», с которой Роблес сотрудничал в годы пребывания в Мексике

Преподавательскую и писательскую работу Роблес сочетал с журналистской. Сотрудничая с одной из ведущих ежедневных газет Мексики «Excélsior», а также несколькими другими периодическими изданиями, он побывал в командировках во многих странах Латинской Америки. В «Excélsior» Роблес в течение нескольких лет вёл рубрику сатиры и юмора под названием «Качели» (исп. Columpios). В 1961 году 100 избранных публикаций этой рубрики были изданы в сборнике «Кач-кач!» (исп. ¡Zig Zás!).
В 1960-х годах Роблес стал регулярным участником детских радиопередач и телевизионных программ. Некоторые из его сказок и рассказов стали основой для радиопостановок и фильмов-спектаклей. Кроме того, специально для подобных постановок им было написано около пятидесяти сценариев. В 1969 году вышел его роман «Скрипка дона Матиаса» (исп. El violín de Don Matías), которому было суждено стать последним крупным произведением мексиканского периода жизни Роблеса.
В период эмиграции Роблес оставался верен своим общественно-политическим убеждениям. В Мексике он близко познакомился со многими крупнейшими деятелями культуры этой страны и некоторых других государств Латинской Америки, в той или иной степени разделявших левые взгляды. Среди его друзей были литераторы Альфонсо Рейес, Агустин Яньес и Пабло Неруда, который во время Второй Мировой войны работал в посольстве Чили в Мексике, а также художники Диего Ривера и Роберто Монтенегро, композитор и исполнитель Агустин Лара, актёр Кантинфлас.
Несмотря на успешную творческую деятельность и активную общественную жизнь в Мексике, Роблес сохранял тесную духовную связь с Испанией и, по свидетельству знакомых, испытывал сильную ностальгию. Поэтому после амнистии республиканцам, объявленной Франсиско Франко в 1969 году, писатель стал серьёзно размышлять о возвращении на родину и вскоре — как и достаточно многие из испанской эмигрантской общины Мексики — принял соответствующее решение. В январе 1972 года Антонио Роблес и его супруга Анхелинес вернулись в Испанию.

### После возвращения в Испанию

Антонио Роблес с женой Анхелинес на склоне лет

Вернувшись в Испанию, чета Роблесов поселилась в Сан-Лоренсо-де-Эль-Эскориале — родном городе Антонио. Несмотря на достаточно преклонный возраст, Роблес активно принялся за писательский труд, стремясь, как он сам говорил, восстановить связь с испанской читающей публикой. В результате уже в следующем, 1973 году в Испании вышло его автобиографическое произведение «Я (Заметки застенчивой гениальности)» (исп. Yo (Notas de vanidad ingeniosa)) и две детские книги: «Поэт с двумя колёсами» (исп. Un poeta con dos ruedas) и новая серия рассказов про Ромпетаконеса и Асулиту. Однако эти публикации оказались не слишком востребованными на испанском книжном рынке, и через год следующую детскую книгу — «Задачи ангела Гурриато» (исп. Las tareas del ángel Gurriato) — Роблесу пришлось издавать за собственный счёт. Иллюстрации к ней выполнил младший брат писателя, художник Сальвадор Роблес.
В 1977 году Роблесу удалось добиться переиздания одной из своих наиболее известных довоенных работ — «Братьев-кукол». Книга, вышедшая в «карманном формате», имела относительно большой успех, что дало возможность для переиздания ещё ряда произведений Роблеса, написанных им до эмиграции, в том числе сборников детских рассказов и сказок. По нескольким его детским произведениям в испанских театрах были поставлены спектакли.
Несмотря на столь высокую творческую активность пожилого автора, он после возвращения на родину оставался фактически забытым — не только в широких читательских кругах, но и в среде творческой интеллигенции. Его «группу поддержки» составляло некоторое количество писателей-леваков младшего поколения, в числе которых были Мануэль Андухар, Рамон де Гарсиясоль и Кармэн Мартин Гаитэ: последняя еще в 1973 году опубликовала интервью Роблеса в своей книге «Поиск собеседника и другие поиски» (исп. La búsqueda de interlocutor y otras búsquedas). Стремясь ободрить старшего коллегу и привлечь к нему внимание общественности, они 1 апреля 1978 года — в День смеха — организовали в Сан-Лоренсо-де-Эль-Эскориале торжественный вечер в его честь. В феврале 1979 года Испанское общество приобщения детей и юношества к театру (исп. Centro Nacional de Iniciación del Niño y el Adolescente al Teatro) под руководством Хосе Марии Морера устроило в честь Роблеса небольшой фестиваль в мадридском Хрустальном дворце, программа которого включала театральные постановки его произведений.
В 1980 году скончалась Анхелинес Гонсалес Паленсия. Смерть супруги, в браке с которой он прожил более полувека, стала очень тяжелым ударом для Роблеса, ослабившим его морально и физически. Не имея детей, он стал одиноким человеком.
Несмотря на постигшее его горе и ухудшающееся состояние здоровья, писатель продолжал работать. В 1981 году увидела свет его автобиография, названная «Ступени жизни» (исп. Los escalones de una vida). Кроме того, некоторой переработке подвергались его старые произведения для новых изданий. Как свидетельствовали его немногочисленные близкие, даже на склоне лет Роблес сохранял присущее ему с юности чувство юмора. Так, по воспоминаниям Мануэля Андухара, наблюдая в своём родном городе за перезахоронением останков умершего в изгнании еще в 1941 году короля Испании Альфонсо XIII в Эскориале — усыпальнице испанских монархов, Роблес с притворным сожалением воскликнул: «Ну вот, не оставил для меня места!».
К концу 1982 года состояние здоровья Антонио Роблеса было уже весьма тяжёлым. Он почти ослеп и потерял слух, начались проблемы с памятью. 23 января 1983 года писатель скончался в своём доме в Сан-Лоренсо-де-Эль-Эскориале на 88 году жизни. Причиной смерти, как сообщалось в некрологе, опубликованном в ведущей испанской газете «El País», стала лёгкая и вполне излечимая болезнь, оказавшаяся губительной для столь пожилого и ослабленного человека. В последний путь писателя, помимо родных и близких, проводила группа школьников Сан-Лоренсо-де-Эль-Эскориаля.

## Оценки творчества

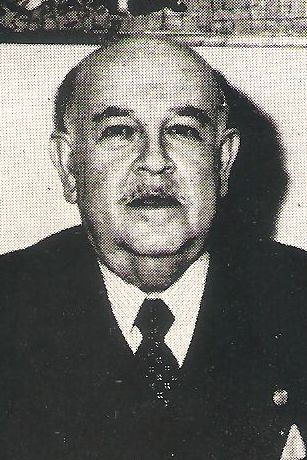
Альфонсо Рейес — один из крупнейших мексиканских литераторов XX века, ставивший Антонио Роблеса в один ряд с такими авторами, как Перро, Стивенсон и Кэррол

Творческое наследие Антонио Роблеса принадлежит двум национальным культурам — испанской и мексиканской. Объём литературных и публицистических произведений, написанных им на родине и в стране, где он провёл в эмиграции значительную часть жизни, вполне сопоставим. Неслучайно в Мексике его считают «своим» не в меньшей степени, чем в Испании: имя Роблеса фигурирует в справочниках по мексиканской и латиноамериканской литературе, в базе Национального института изящных искусств и литературы Мексики.
Оборотной стороной успешной творческой самореализации Роблеса в Мексике и его достаточно широкого признания в этой стране стало его почти полное забвение в Испании. Популярный писатель, публицист и журналист периода поздней реставрации и Второй Республики, заметный участник творческого общества испанской столицы тех лет, за более чем три десятилетия вынужденной эмиграции оказался фактически вымаран из памяти испанской публики. Работы изгнанника, остававшегося убеждённым противником франкистского режима, в этот период, естественно, не издавались на родине, а многие из тех, что были опубликованы до прихода к власти Франко, изымались из книжного оборота. В результате, по выражению писателя Хосе Руиса Жирардо, вернувшись из Мексики, Антонио Роблес оказался незнакомцем не только в родном Сан-Лоренсо-де-Эль-Эскориале, но и во всей Испании. Активная творческая деятельность пожилого писателя после возвращения на родину лишь в очень небольшой степени восстановила его позиции в испанских литературных кругах: после смерти внимание к его творчеству проявляли весьма немногие критики, и всего несколько его произведений было переиздано на родине.
В наибольшей степени преданы забвению оказались «взрослые» произведения Роблеса. В результате автор десятка романов и огромного множества публицистических работ ещё при жизни стал восприниматься преимущественно как детский писатель. Более того, литературоведы единодушно признают его основателем детской литературы Испании. Исключительно высокие оценки его вклада в испанскую и вообще испаноязычную литературу для детей и юношества давали самые маститые собратья по перу — как более старшие, так и его ровесники. Так, Альфонсо Рейес ставил Антонио Роблеса в один ряд с такими писателями, как Шарль Перро, Роберт Льюис Стивенсон и Льюис Кэрролл. Рафаэль Кансинос-Ассенс считал его самым ярким и оригинальным испанским детским автором, а Рамон Перес де Айала предполагал, что в этом качестве он навсегда останется непревзойденным. Испаноязычные писатели младшего поколения уже хуже были знакомы с творчеством Роблеса. Среди них большой его почитательницей была Кармэн Мартин Гаитэ, сама внесшая немалый вклад в испанскую детскую литературу во второй половине XX века: она называла Роблеса своим учителем и вдохновителем лучших своих произведений.
В период пребывания Роблеса в Мексике его детские рассказы и сказки привлекали благосклонное внимание критиков и литературоведов не только в самой этой стране, но и в других государствах Западного полушария. Так, в 1954 году по итогам прошедшего в Мехико Панамериканского круглого стола по проблемам детской литературы, ему был вручён приз за сказку «8 звёзд и Бенцонтлес» (исп. 8 estrellas y Benzontles), а в 1956 году другая его сказка «Малыш из апельсина» (исп. El niño de la naranja) победила на Национальном конкурсе театрального искусства для детей, проводившемся Национальным институтом изящных искусств и литературы Мексики.
Первый наш детский писатель, и даже в некотором смысле единственный, потому что сколь бы многие не пришли вслед за ним, им будет трудно превзойти его Оригинальный текст (исп.)Primer escritor infantil, incluso en el sentido de el único, pues por muchos que vengan detrás, será difícil que le oscurezcanРамон Перес де Айала
Он — гениальный, ироничный, тонкий и сюрреалистичный писатель... За лучшими из моих детских рассказов маячит тень Антониорроблеса Оригинальный текст (исп.)Es un escritor genial, irónico, tierno y surrealista... Detrás de mis mejores cuentos late la sombra de AntoniorroblesКармэн Мартин Гаитэ
По оценкам специалистов, заслуга Роблеса на поприще детской литературы состоит не только в количестве его рассказов и сказок — в Испании и Мексике их вышло несколько сотен, немалую часть из которых он собственноручно проиллюстрировал — но и в привнесенном им принципиально новом подходе к книгам для детей. Важнейшим нововведением Роблеса считается изменение типажа положительного героя. Если прежде в испанской детской литературе таковой имел идеализированный характер, лишенный даже малейших недостатков, и весьма дидактично преподносился в качестве примера для подражания, то положительным персонажем детских произведений Роблеса является человек — чаще всего, ребенок — совершенно иного, реалистичного склада. Роблесовский герой как правило добр, верен в дружбе и всегда готов прийти на помощь ближнему, но при этом непоседлив, не слишком усерден в учёбе и послушен, и почти всегда охоч до проказ, шуток и розыгрышей. Примерно так же Роблес избегает крайностей в изображении отрицательных персонажей: в его детских рассказах и сказках они обычно выводятся скорее комичными, чем пугающими, и порой обнаруживают некоторые остатки совести и доброты.

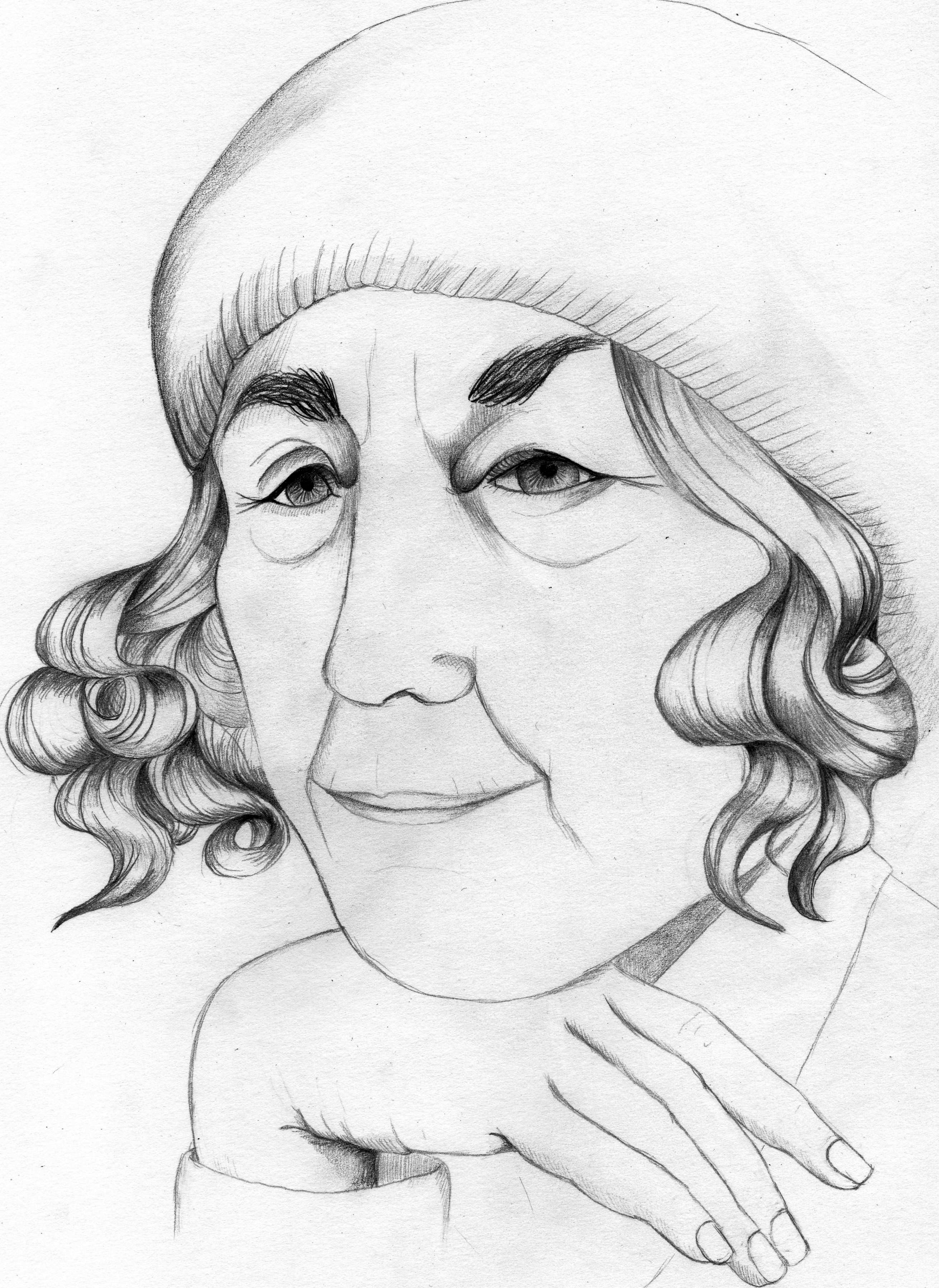
Кармэн Мартин Гаитэ — испанская писательница и публицистка, многое сделавшая для популяризации творчества Антонио Роблеса

Важной и, опять же новой, характерной чертой детских произведений Роблеса является юмор — достаточно необычный, порой откровенно сюрреалистичный, но всегда добродушный. Вообще, внесение отдельных элементов сюрреализма является, по мнению исследователей, одним из ключевых литературных приёмов Роблеса, применяемым им как в детских, так и во взрослых произведениях. Кроме того, отмечается, что в абсолютном большинстве его сказок и рассказов для детей отсутствуют привычные для испанцев сверхъестественные персонажи — волшебники, феи, драконы. Сверхъестественность достигается преимущественно за счёт одушевления не только животных, но и неодушевлённых сил природы и предметов — ветра, поезда, ботинок, часов и даже дверей, а также — несколько реже — за счёт наделения обычных на первый взгляд людей какими-то фантастическими способностями.
Как в детских, так и во взрослых произведениях Роблеса экстравагантный юмор сочетается с апеллированием к весьма актуальным общественным проблемам — естественно, с левых позиций. И если в испанской литературе для взрослой аудитории обращение к подобной тематике имело место и ранее, то в детской оно стало принципиально новым явлением. В сказках и рассказах Роблеса обличаются социальная несправедливость, деспотизм государственной власти, алчность и произвол капиталистов. Особенно выпукло социально-политические мотивы обозначились в произведениях, написанных после начала в Испании гражданской войны. Весьма характерной, по мнению критиков и исследователей, в этом плане стала его творческая адаптация сказки «Золушка», вышедшая в 1936 году. При сохранении сюжетной линии классической западноевропейской сказки, это произведение в роблесовской интерпретации оказалось насыщенным идеями антимонархизма и антиклерикализма, борьбы за права трудящихся и эмансипацию женщин. В охваченной гражданским конфликтом стране такая «Золушка» была воспринята как политическое воззвание. Её издание поощрялось республиканскими властями, а под властью франкистов вначале попало под цензурный запрет, а затем издавалось в весьма сокращённом виде. Социальный характер детских произведений Роблеса, их связь с реальностью закономерно акцентировались советскими литературоведами: так, по утверждению Н. В. Шерешевской, «… за сказочной злой силой у него всегда угадывается реальное, из жизни, социальное и нравственное зло — так выражается его протест против реакционных сил в современном мире».
В период Второй Мировой войны, который Роблеса застал уже в Мексике, во многих его произведениях четко обозначалась антифашистская позиция. Сатирой на Адольфа Гитлера стал, в частности, рассказ 1942 года «Воробей на войне зверей» (исп. Un gorrión en la guerra de las fieras). После победы над нацизмом в роблесовских работах продолжали звучать темы борьбы за мир и интернационализма. Настоящим идейным манифестом в этом плане стала изданная в 1960 году в Мехико сказка «Ведьма донья Мир» (исп. La bruja Doña Paz), в которой добрая молоденькая ведьма при помощи компании детей всех рас смогла остановить мировую войну. Это антивоенное произведение имело значительный резонанс в мексиканских литературных кругах и получило высокие оценки со стороны ряда международных гуманитарных организаций: есть сведения, что некоторые из них удостоили Роблеса призов или премий .

## Переводы и зарубежные издания
Объём иноязычных переводов работ Антонио Роблеса достаточно невелик. Известно о его изданиях на каталанском, португальском, английском, французском и русском языках. Первым переводчиком этого автора на английский стал в 1930-е годы его личный друг, американский публицист, издатель и переводчик Эдвард Хуберман (англ. Edward Huberman). Некоторые из произведений Роблеса — как детских, так и взрослых — были переведены им совместно с супругой Элизабет Хуберман (англ. Elizabeth Huberman), литературоведом и педагогом. Хубермановские переводы Роблеса издавались по крайней мере до начала 1950-х годов.

Обложка «Сказок города цветных ленточек» (1975), единственной книги Антонио Роблеса, изданной на русском языке

Первым изданием — и, по состоянию на начало 2023 года, единственной книгой Антонио Роблеса на русском языке — стал сборник «Сказки города цветных ленточек», выпущенный в 1975 году издательством «Детская литература». В него вошли 17 избранных сказок из наиболее объёмистого роблесовского детского сборника «Ромпетаконес и еще сто сказок» (исп. Rompetacones y 100 cuentos más), вышедшего в 1962 году в Мехико. Переводы сказок выполнены Н. Я. Бутыриной, одним из основных советских переводчиков испанской и французской литературы того периода, многолетней коллегой и супругой переводчика и литературоведа В. С. Столбова. Иллюстрации выполнены художником Е. В. Савиным.
В 1989 году всё содержание «Сказок города цветных ленточек» было опубликовано в сборнике сказок современных зарубежных писателей «Путешествие дядюшки Тик-Так», выпущенном издательством «Правда». Наряду с роблесовскими, в него вошли сказки четырёх других авторов: британца Дональда Биссета, итальянца Марчелло Арджилли, американца Эптона Билла Синклера и китайца Чжан Тяньи. Иллюстрации к сборнику выполнил известный советский художник и график Б. А. Маркевич.
Эта антология содержит послесловие советской детской писательницы и переводчицы Н. В. Шерешевской под заглавием «Про тех, кто родом из детства», в котором даются характеристики творчества авторов, произведения которых включены в издание, а также приводятся их краткие биографические данные. Пассаж послесловия, посвящённый Антонио Роблесу, изобилует фактологическими ошибками и неточностями. Так, в качестве годов жизни писателя ошибочно указаны 1898—1980 вместо 1895—1983. Смещены и сроки эмиграции Роблеса, на самом деле продолжавшейся с апреля 1939 года по январь 1972 года: из Испании писатель якобы уехал ещё в 1937 году, а к 1968 году уже будто бы снова проживал на родине «после амнистии республиканцам» (на самом деле такая амнистия была объявлена Ф. Франко в апреле 1969 года). Таким образом, в понимании Н. В. Шерешевской, ряд книг Роблеса конца 1960-х годов, включая роман «Кентавр Флорес, беженец» (называемый ею «Убежище Сентауро Флореса»), сборники «Ромпетаконес и ещё сто сказок» и «Семь снов, семь дроздов» был издан в Мексике уже после отъезда Роблеса оттуда, что не соответствует действительности.

## Память о писателе
После смерти писателя интерес к его личности и творческому наследию остаётся, по мнению специалистов, достаточно ограниченным. За прошедшие десятилетия в Испании и за её пределами ему было посвящено несколько публикаций, наиболее крупной из которых является вышедшая в 1996 году книга «Наш Антониорроблес» (исп. Nuestro Antoniorrobles) Хайме Гарсиа Падрино (исп. Jaime García Padrino) — профессора Мадридского университета Комплутенсе, одного из ведущих испанских специалистов по литературе для детей и юношества, много лет посвятившего изучению и популяризации творчества Роблеса. В различных культурных и научных учреждениях Испании периодически проводятся семинары и памятные чтения, посвященные писателю.
Ещё при жизни Антонио Роблеса — после возвращения его в Испанию — мексиканской национальной секцией Международного совета по детской и юношеской литературе была учреждена премия его имени, которая с начала 1980-х годов ежегодно присуждается за лучшее произведение детской литературы, написанное в Латинской Америке.
C 1981 года в общественном центре мадридского парка Вагуада под патронажем администрации столичного района Фуэнкарраль — Эль Пардо ежегодно проводится конкурс детского литературного творчества имени Антониорроблеса, участниками которого являются школьники и студенты. Помимо памятных знаков, лауреатам вручаются скромные денежные премии — от 90 евро для школьников младших классов до 180 евро для студентов.
В Сан-Лоренсо-де-Эль-Эскориале, где Антонио Роблес провёл детство, юность, и последние годы жизни, скончался и был похоронен, его именем названы колледж и муниципальная библиотека. Городской культурный центр «Флоридабланка» (исп. Floridablanca), возглавляемый внучатым племянником писателя Луисом Мигелем Роблесом (исп. Luis Miguel Robles), периодически проводит различные мероприятия, посвящённые творчеству писателя.
Несмотря на то, что именно Сан-Лоренсо-де-Эль-Эскориаль Роблес всегда считал своей «малой родиной», память о нём сохраняют и в Робледо-де-Чавела, где он родился и провёл лишь первые 11 месяцев жизни. У здания муниципалитета этого города установлен памятник писателю, изображающий его склонившимся над письменным столом, на котором размещены несколько фигурок персонажей его детских рассказов и сказок. Здесь также проводятся соответствующие памятные мероприятия. Наиболее масштабным из них за последнее время стали торжества по случаю 125-летия Антонио Роблеса, организованные 18 августа 2020 года мэрией и местным культурным обществом «Атенео» (исп. Ateneo) на центральной площади города.